# Biblioteca Nacional de Luxemburg

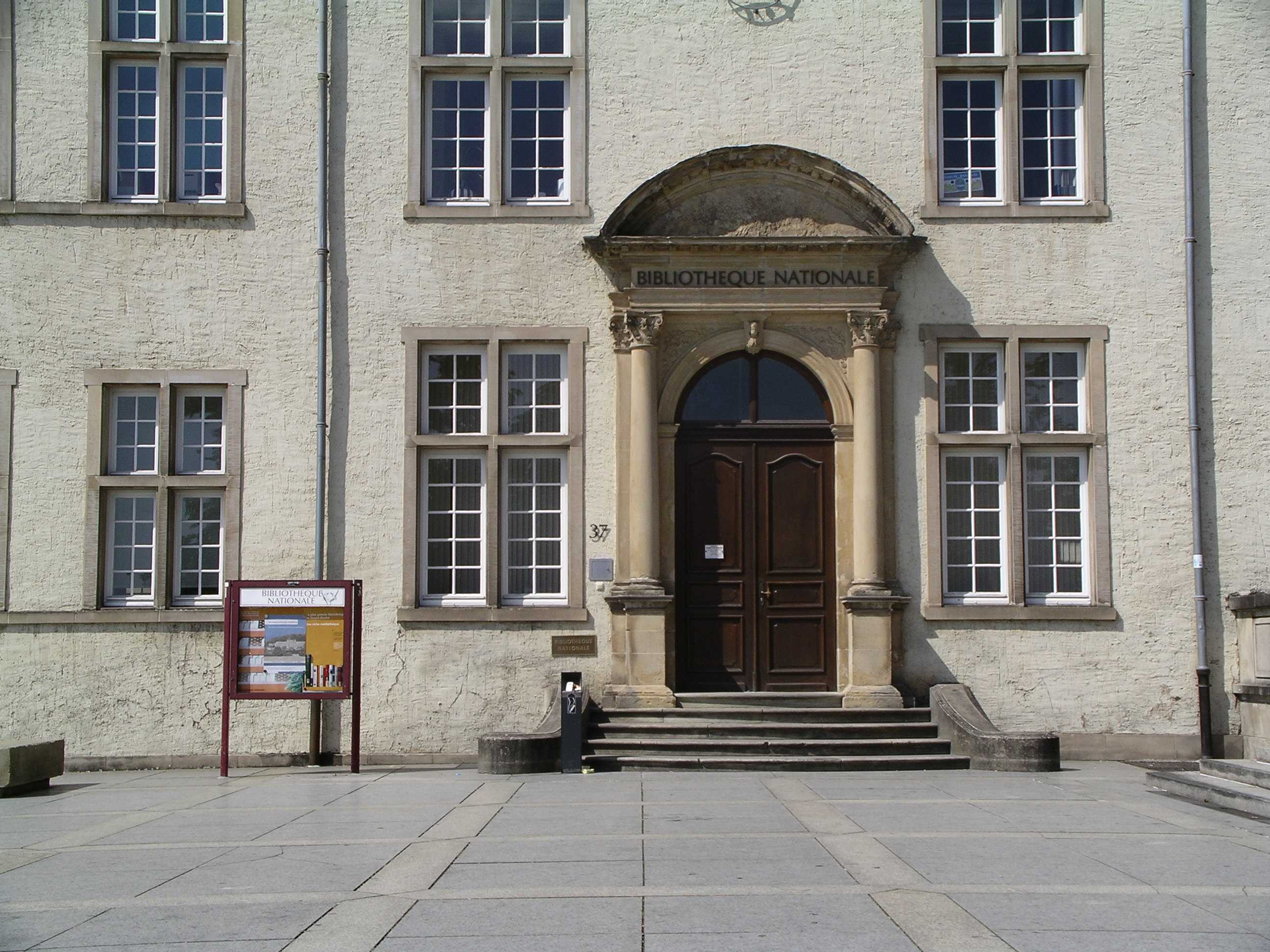
Biblioteca Nacional de Luxemburg

La Biblioteca Nacional de Luxemburg, (en francès, Bibliothèque nationale de Luxembourg), és la principal biblioteca del Gran Ducat de Luxemburg, i gestiona el Dipòsit legal en aquest país. Encara que una biblioteca del Municipi data de 1798, el seu establiment com a biblioteca nacional del país se situa el 1899. Alberga aproximadament un milió de documents, en diversos idiomes.